# Fresnoy-le-Château
Fresnoy-le-Château est une commune française, située dans le département de l'Aube en région Grand Est.

## Géographie
| Montaulin | Lusigny-sur-Barse  |                     |
| Clérey    | Fresnoy-le-Château | Montreuil-sur-Barse |
|           |                    | Villemoyenne        |

## Toponymie
Fresnoy est un toponyme français, forme picarde du français frênaie, issu du latin fraxinetum.
L'adjonction de le-Château a été autorisé par décret le 4 février 1919.
Au cadastre de 1833 sont cités : la Borde, BOuteseiche, Branles, Breviande, Brosse, Champlalot, Cour-Bureau, Ermitage, Fonteville, le Grand et Petit étang, Haut-Chêne, Moulin-à-Vent, les Nöes, Plessis, Renault, Tuilerie et Voies.

### Hydrographie
La commune est dans la région hydrographique « la Seine de sa source au confluent de l'Oise (exclu) » au sein du bassin Seine-Normandie. Elle est drainée par la Civanne, le Fossé 01 de la Côte-de-Renault, le Fossé 01 de la Voie des Noyers, le Fossé 01 du Champ Doré et le ruisseau Fosserot,.
La Civanne, d'une longueur de 13 km, prend sa source dans la commune de Chauffour-lès-Bailly et se jette  dans la Barse à Courteranges, après avoir traversé huit communes.

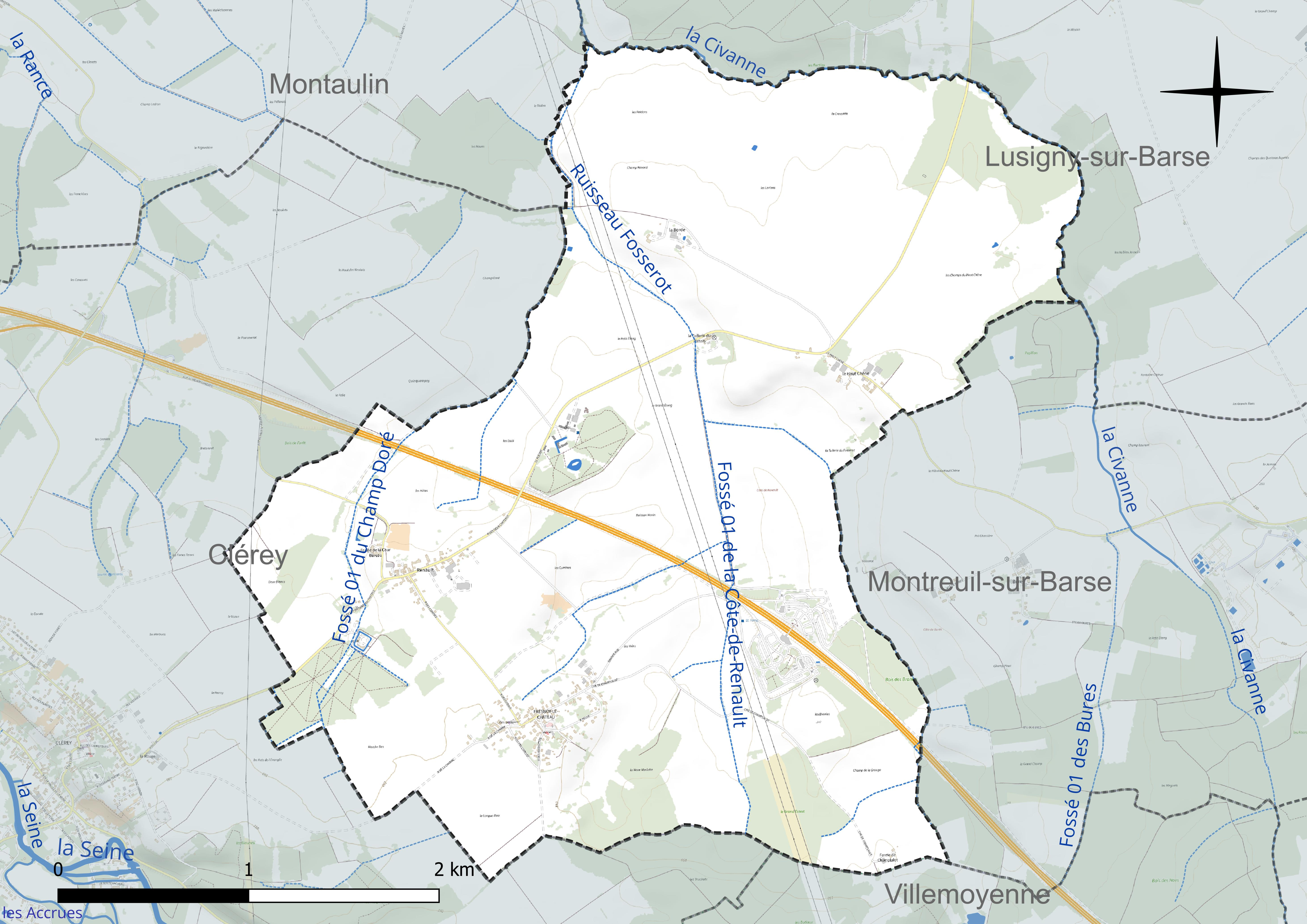
Réseau hydrographique de Fresnoy-le-Château.

### Climat
Pour des articles plus généraux, voir Climat du Grand Est et Climat de l'Aube.
En 2010, le climat de la commune est de type climat océanique dégradé des plaines du Centre et du Nord, selon une étude du Centre national de la recherche scientifique s'appuyant sur une série de données couvrant la période 1971-2000. En 2020, Météo-France publie une typologie des climats de la France métropolitaine dans laquelle la commune est exposée à un climat océanique altéré et est dans la région climatique Lorraine, plateau de Langres, Morvan, caractérisée par un hiver rude (1,5 °C), des vents modérés et des brouillards fréquents en automne et hiver.
Pour la période 1971-2000, la température annuelle moyenne est de 10,6 °C, avec une amplitude thermique annuelle de 15,8 °C. Le cumul annuel moyen de précipitations est de 738 mm, avec 11 jours de précipitations en janvier et 7,9 jours en juillet. Pour la période 1991-2020, la température moyenne annuelle observée sur la station météorologique de Météo-France la plus proche, « Mesnil-Saint-Père », sur la commune de Mesnil-Saint-Père à 10 km à vol d'oiseau, est de 11,4 °C et le cumul annuel moyen de précipitations est de 772,6 mm. 
La température maximale relevée sur cette station est de 41 °C, atteinte le 25 juillet 2019 ; la température minimale est de −20,5 °C, atteinte le 2 janvier 1997,,.
Les paramètres climatiques de la commune ont été estimés pour le milieu du siècle (2041-2070) selon différents scénarios d'émission de gaz à effet de serre à partir des nouvelles projections climatiques de référence DRIAS-2020. Ils sont consultables sur un site dédié publié par Météo-France en novembre 2022.

## Urbanisme

### Typologie
Au 1er janvier 2024, Fresnoy-le-Château est catégorisée commune rurale à habitat dispersé, selon la nouvelle grille communale de densité à 7 niveaux définie par l'Insee en 2022.
Elle est située hors unité urbaine. Par ailleurs la commune fait partie de l'aire d'attraction de Troyes, dont elle est une commune de la couronne,. Cette aire, qui regroupe 209 communes, est catégorisée dans les aires de 200 000 à moins de 700 000 habitants,.

### Occupation des sols
L'occupation des sols de la commune, telle qu'elle ressort de la base de données européenne d’occupation biophysique des sols Corine Land Cover (CLC), est marquée par l'importance des territoires agricoles (85,2 % en 2018), une proportion identique à celle de 1990 (85,2 %). La répartition détaillée en 2018 est la suivante : 
terres arables (58,7 %), prairies (21,7 %), forêts (12,1 %), zones agricoles hétérogènes (4,8 %), zones industrielles ou commerciales et réseaux de communication (2,7 %). L'évolution de l’occupation des sols de la commune et de ses infrastructures peut être observée sur les différentes représentations cartographiques du territoire : la carte de Cassini (XVIIIe siècle), la carte d'état-major (1820-1866) et les cartes ou photos aériennes de l'IGN pour la période actuelle (1950 à aujourd'hui).

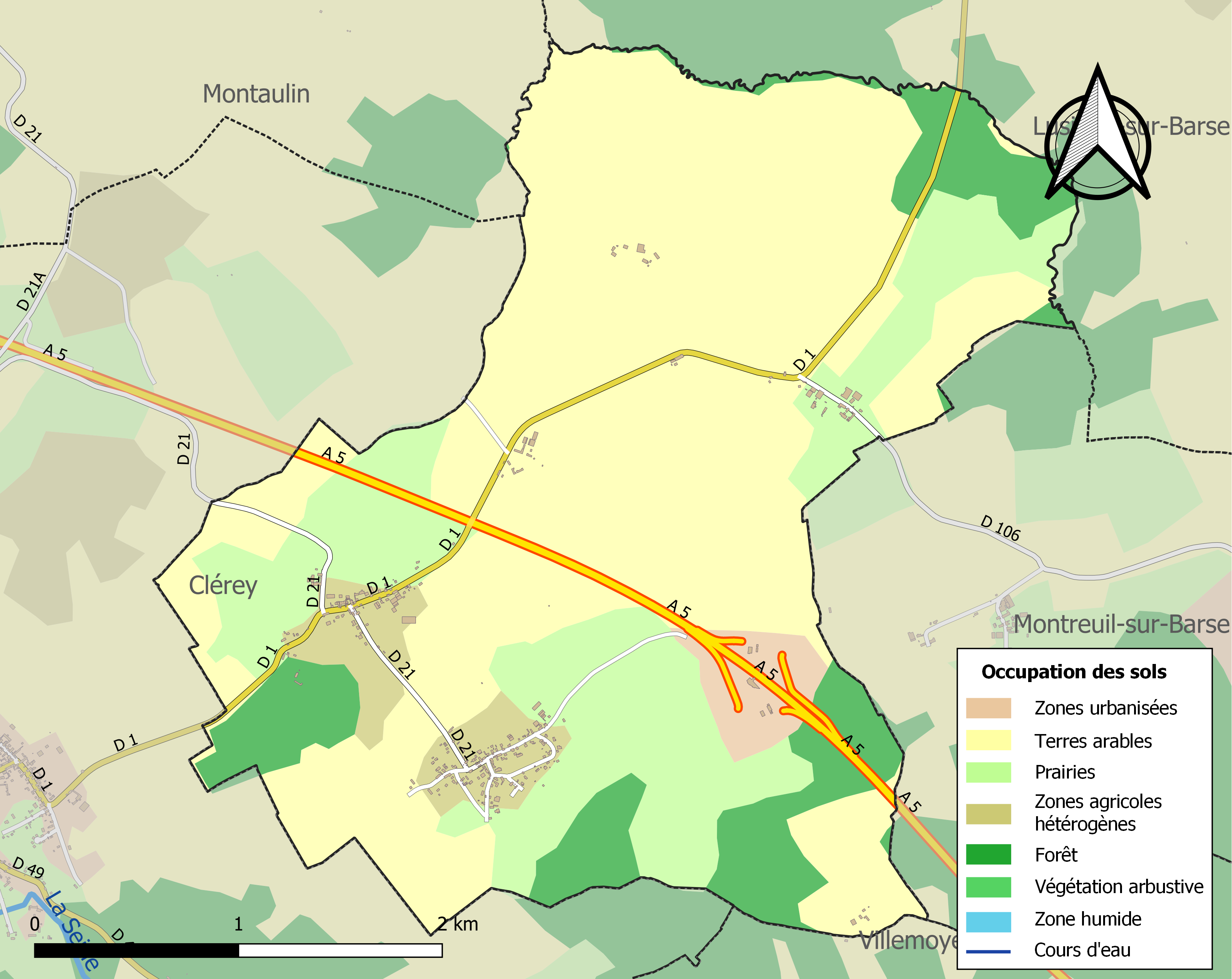
Carte des infrastructures et de l'occupation des sols de la commune en 2018 (CLC).

## Histoire
Les premiers seigneurs de Fresnoy sont connus par un acte d'échange de Gautier de Fresnoy avec l'abbaye de Larrivour vers 1140. Le dernier seigneur connu était Pierre Piot, lieutenant du roi à Troyes. En 1789, le village était de l'intendance et de la généralité de Châlons, de l'élection et du bailliage de Troyes, ainsi que du bailliage ducal d'Aumont.

## Politique et administration
Le village dépendait du canton de Montreuil de janvier à novembre 1790.
| Période                                  | Période  | Identité         | Étiquette | Qualité                    |
| ---------------------------------------- | -------- | ---------------- | --------- | -------------------------- |
| mars 2001                                | 2008     | Robert Launoy    |           |                            |
| mars 2008                                | 2014     | Yvonne Driat     |           |                            |
| mars 2014                                | mai 2020 | Bernard Mocquery | DVD       | Retraité Fonction publique |
| mai 2020                                 | En cours | André Butat      |           |                            |
| Les données manquantes sont à compléter. |          |                  |           |                            |

## Démographie
L'évolution du nombre d'habitants est connue à travers les recensements de la population effectués dans la commune depuis 1793. Pour les communes de moins de 10 000 habitants, une enquête de recensement portant sur toute la population est réalisée tous les cinq ans, les populations de référence des années intermédiaires étant quant à elles estimées par interpolation ou extrapolation. Pour la commune, le premier recensement exhaustif entrant dans le cadre du nouveau dispositif a été réalisé en 2008.

En 2022, la commune comptait 285 habitants, en évolution de +4,01 % par rapport à 2016 (Aube : +0,7 %, France hors Mayotte : +2,11 %).
| 1793 | 1800 | 1806 | 1821 | 1831 | 1836 | 1841 | 1846 | 1851 |
| ---- | ---- | ---- | ---- | ---- | ---- | ---- | ---- | ---- |
| 469  | 412  | 382  | 425  | 445  | 487  | 456  | 434  | 433  |

| 1856 | 1861 | 1866 | 1872 | 1876 | 1881 | 1886 | 1891 | 1896 |
| ---- | ---- | ---- | ---- | ---- | ---- | ---- | ---- | ---- |
| 391  | 388  | 403  | 401  | 355  | 346  | 364  | 326  | 324  |

| 1901 | 1906 | 1911 | 1921 | 1926 | 1931 | 1936 | 1946 | 1954 |
| ---- | ---- | ---- | ---- | ---- | ---- | ---- | ---- | ---- |
| 279  | 281  | 264  | 237  | 241  | 226  | 221  | 234  | 250  |

| 1962 | 1968 | 1975 | 1982 | 1990 | 1999 | 2006 | 2008 | 2013 |
| ---- | ---- | ---- | ---- | ---- | ---- | ---- | ---- | ---- |
| 227  | 213  | 210  | 194  | 211  | 223  | 239  | 244  | 257  |

| 2018 | 2022 | - | - | - | - | - | - | - |
| ---- | ---- | - | - | - | - | - | - | - |
| 284  | 285  | - | - | - | - | - | - | - |

## Lieux et monuments
- Château du Plessis.
- Église paroissiale de l'Assomption, du Grand-doyenné de Troyes, elle était avant 1725 une succursale de celle de Clérey. C'est une bâtisse de 1869[21] qui remplaçait l'église du XIIe siècle. Dans son mobilier on peut trouver un tableau de l'Assomption[22] qui est une œuvre de Thiercy de 1876 ; une Descente de Croix de Frédéric Lix[23]. Un bénitier[24] en marbre veiné rouge et gris de 1875 avec un blason.

## Héraldique
| Blason de Fresnoy-le-Château | Blason  | D'azur au château d'or, ouvert, ajouré et maçonné de sable, surmonté du pont métallique du lieu d'argent à trois arceaux, celui du milieu brochant sur les deux autres et accompagné en pointe d'une feuille de frêne d'argent posée en barre et brochant en partie sur ledit château. |
| Blason de Fresnoy-le-Château | Détails | Le statut officiel du blason reste à déterminer. |